# Ziggo Dome
Ziggo Dome (phát âm tiếng Hà Lan: [ˈzɪgoː doːm] hoặc [ˈzɪɣoː doːm]) là một nhà thi đấu ở Amsterdam, Hà Lan. Nhà thi đấu nằm liền kề với Johan Cruyff Arena. Nhà thi đấu được đặt theo tên của nhà cung cấp truyền hình cáp Ziggo của Hà Lan. Năm 2014, Giải thưởng Ziggo Dome được công bố, công nhận các nghệ sĩ đã biểu diễn tại nhà thi đấu này.